# Club scherma Jesi
Il Club Scherma Jesi è una società schermistica italiana con sede a Jesi, nelle Marche. È uno dei più importanti club schermistici del mondo, potendo vantare la produzione di numerosi atleti a livello mondiale.

## Nascita
Il primo gruppo di scherma fu aperto da Ezio Triccoli nel 1947 che, dopo essere rientrato in patria dalla prigionia in Sudafrica, riuscì ad ottenere dal sindaco di Jesi il permesso di occupare una palestra della città in certi momenti prestabiliti. Dopo due anni di allenamento arrivò l'ora delle prime sfide in cui il club conquistò i primi tre titoli regionali di fioretto e spada. Nonostante i primi successi, pochi anni dopo il club conta pochissimi inscritti ed è costretto a trasferirsi in un altro locale meno attrezzato.

## L'ascesa verso i successi
Nel 1961 Ezio Triccoli si laurea maestro di scherma. Nel 1964 il nuovo presidente del club è Lamberto Magini che nel 1966 avvia i lavori per costruire un palazzetto della scherma. Nello stesso anno Luigi Lenti vince a Roma il titolo italiano allievi spada. In quel periodo nascono vari campioni che vincono trofei a livello nazionale. Nel 1973 viene ufficialmente aperto il palazzetto della scherma nella città di Jesi. Nello stesso anno la Federazione manda il maestro Giulio Tomassini ad affiancare il maestro Triccoli in modo da incrementare i progressi degli allievi, facendo definitivamente salire agli onori della cronaca schermistica la scuola jesina. Nel 1975 arriva il primo trionfo internazionale con l'argento di Susanna Batazzi ai campionati mondiali "giovani" di Città del Messico. Sempre nel 1975, la società assume la attuale denominazione di Club scherma Jesi. Nel 1976 a Montréal, per la prima volta nella storia delle Olimpiadi, la squadra azzurra di fioretto femminile è composta interamente da atlete dello stesso club. Nello stesso anno il club vince il titolo italiano di fioretto a squadre. Alla fine degli anni settanta avvengono alcuni cambiamenti nel club: il presidente Magini si dimette lasciando il posto ad Alberto Proietti Mosca e il maestro Tomassini lascia il club per andare in Francia.

## L'affermazione nel mondo
Nel 1979 Annarita Sparaciari e Susanna Batazzi conquistano rispettivamente il campionato del mondo under 20 di fioretto e il campionato italiano assoluti. Nei primi anni ottanta si fa conoscere Stefano Cerioni, il quale si qualifica alle olimpiadi di Los Angeles nel 1984 vincendo il fioretto a squadre e arrivando terzo nella prova individuale conquistando, così, le prime medaglie olimpiche del club. Nel 1988 Cerioni va oltre e conquista la medaglia d'oro individuale alle olimpiadi di Seul.
Nell'olimpiade successiva, il club scherma Jesi presentò Giovanna Trillini che conquistò il primo posto assoluto nella prova a squadre e nella prova individuale.
Alle olimpiadi di Atlanta, Giovanna Trillini continua a dimostrare il suo valore piazzandosi terza nella prova individuale e vincendo nuovamente il fioretto a squadre.
Nel 1996 morì il maestro Ezio Triccoli; aveva favorito la formazione di grandi schermisti, alcuni destinati a diventare campioni. In suo onore è stato intitolato il palazzetto dello sport di Jesi, chiamato PalaTriccoli.
Nel 2000 si presenta alle olimpiadi un altro talento del club di Jesi: Valentina Vezzali. Per tre edizioni consecutive` Vezzali vince le olimpiadi nella prova individuale e ottiene svariati titoli internazionali assieme alla sua compagna di club. Da segnalare la finale dei Giochi della XXVIII Olimpiade ad Atene in cui si scontrarono le jesine Trillini e Vezzali per aggiudicarsi la medaglia d'oro.
Anche nelle olimpiadi di Londra 2012 le allieve del club lasciano il segno, ma con una nuova campionessa: Elisa Di Francisca, anche lei di Jesi, la quale conquista l'oro nella prova individuale e l'oro in quella a squadre assieme a Valentina Vezzali e guidata dall'allenatore Stefano Cerioni. Cerioni e Giovanna Trillini sono attualmente allenatori rispettivamente in Russia e in Italia.